# Pristimantis kareliae
Pristimantis kareliae är en groddjursart som först beskrevs av La Marca 2005.  Pristimantis kareliae ingår i släktet Pristimantis och familjen Strabomantidae. IUCN kategoriserar arten globalt som nära hotad. Inga underarter finns listade i Catalogue of Life.